# Al-Furqān
Al-Furqān (arabisch الفرقان, DMG al-Furqān ‚Die Rettung‘; ‚Die Unterscheidungsnorm‘) ist die 25. Sure des Korans, sie enthält 77 Verse. Ihre Verkündigung fällt in die zweite mekkanische Periode (615–620), mit Ausnahme der Verse 68–70, die von der Mehrheit der muslimischen Kommentatoren für medinisch angesehen werden, vielleicht weil sie ein gesetzliches Verbot des Mordes und der Unzucht enthalten. 
Der namensgebende Begriff Furqān erscheint im ersten Vers („Gesegnet sei der, der auf seinen Diener die Unterscheidungsnorm herabgesandt hat“). Mit dem Diener Gottes ist Mohammed gemeint, und Furqān bezieht sich auf den Koran. Dieses Wort findet sich auch in anderen Suren (Sure 2, Vers 53 und 185; Sure 3:4; Sure 8:29). Es steht im Arabischen für Scheidung, Trennung, Entscheidung, Unterscheidung und bezeichnet die Unterscheidungsnorm zwischen der Wahrheit und dem Irrtum sowie zwischen dem Guten und dem Bösen.
Die Sure bekräftigt die göttliche Herkunft der koranischen Botschaft sowie den menschlichen Charakter der Gesandten Gottes, die „Speise essen und auf den Märkten umhergehen“ (Vers 7 und 20). Zudem warnt sie vor der Hölle als göttliche Strafe für Unglaube, wehrt sich gegen die Angriffe der Widersacher in Mekka und erinnert in Vers 30–44 an das Schicksal der bestraften Völker, wie die ʿĀd und Thamūd. Im weiteren Verlauf kommen die Wohltaten Gottes zur Sprache, die Tugenden der Gläubigen sowie die Vorteile der Reue und Umkehr.